# ديتمار هامل
ديتمار هامل (بالألمانية: Dietmar Hummel)‏ هو لاعب كرة قدم ومدرب كرة قدم ألماني، ولد في 20 أكتوبر 1973 في ألمانيا. شارك مع منتخب ألمانيا تحت 20 سنة لكرة القدم. أما مع النوادي، فقد لعب مع دينامو دريسدن ونادي فرايبورغ ونادي كارلسروه.

## وصلات خارجية
- ديتمار هامل على موقع قاعدة بيانات كرة القدم.إي يو (الإنجليزية)
- ديتمار هامل على موقع بيانات كرة القدم. دي إي (الألمانية)
- ديتمار هامل على موقع عالم كرة القدم.نت (الإنجليزية)